# 短檐金盏苣苔
短檐金盏苣苔（学名：[Isometrum glandulosum] 错误：{{Lang}}：文本有斜体标记（帮助））为苦苣苔科金盏苣苔属下的一个种。

## 扩展阅读
維基物種上的相關：短檐金盏苣苔